# Guatteria occidentalis
Guatteria occidentalis este o specie de plante angiosperme din genul Guatteria, familia Annonaceae, descrisă de Robert Elias Fries. A fost clasificată de IUCN ca specie pe cale de dispariție (stare critică). Conform Catalogue of Life specia Guatteria occidentalis nu are subspecii cunoscute.